# مذكرات بريدجيت جونز (فلم)
مذكرات بريدجيت جونز هو فيلم بريطاني تم إنتاجه عام 2001, الفيلم رومانسي كوميدي، مقتبس من رواية تحمل نفس الاسم للكاتبة هيلين فيلدينج، الفيلم من بطولة رينيه زيلويجر، هيو غرانت وكولين فيرث، وترشحت الممثلة رينيه زيلويجر لجائزة الأوسكار لأفضل ممثلة عن دورها في الفيلم، تم إنتاج الجزء الثاني من الفيلم بريدجيت جونز: حافة العقل في عام 2004

## مقدمة
نشرت الرواية عام 1998، وفازت بجائزة كتاب السنة، وفازت أيضاً بجائزة «الرواية النسائية المنفردة» لعام 2000
عام 2001، أنتج فيلم يحمل قصة «مذكرات بريدجيت جونز»، حيث تؤدّي رينيه زيلويغر بدور بريدجيت، وهيو غرانت بدور دانيال كليفر وكولين فيرث بدور المحامي مارك دارسي.

## قصة
تدور القصة حول فتاة حظها عاثر في الحياة تدعى «بريدجيت جونز»؛ تقرر أن تكتب مذكراتها الخاصة عندما تبلغ أوائل الثلاثينات، وتبدأ تشعر بالإحباط والوحدة والفراغ الشاسع في حياتها، وقلقها الدائم من وزنها؛ لا يوجد شيء في حياتها إلا أصدقاؤها وعملها، حيث تعمل في شركة نشر الكتب في لندن، وهي على صلة مع أبيها وأمها. في إحدى الزيارات التي قامت بها في عيد الميلاد تلتقي بالمحامي «مارك دارسي»، وهو ابن أحد أصدقاء والديها والذي أتى لعيد الميلاد محطم القلب بعد معرفته لخيانة زوجته مع أحد أصدقاءه، وبعد اللقاء الأول لهما وجرح مارك لمشاعر بريدجيت ستقرر أن مارك مجنون، ومتعجرف وغير مهذب، وعنها فقط ستقرر بكتابة مذكرتها الخاصة في يوم رأس السنة الجديدة، وتقرر أيضاً التوقف عن التدخين، وتخفف وزنها، وأن تجد لها صديق، ألا هو رئيسها في العمل الشاب اللطيف دانيال كليفر
ستبدأ بريدجيت الخطة التي أعدتها لبدء حياة جديدة ومحاولة لاصطياد دانيال وتبدأ المغازلة بينهما في أماكن ومحاولاتها الدائمة لجذب أنظاره بملابسها الضيقة والقصيرة والغير محتشمة، وستنجح بريدجيت في خطتها عندما تقام حفلة لكاتب ما وكالعادة ستقوم بريدجيت بإحراج نفسها هناك وستلتقي أيضاً بـ مارك الذي سيحاول الذهاب إليها بعد هذه الحادثة التي قامت بها ولكن دانيال سيسبقه لها ويأخذها لعشاء وستوافق رغم أنه كان يعتبره سيء السمعة مع شخصية مشكوك فيها
و يبدأ دانيال وبريدجيت بالمواعدة وتجري بينهما الأمور بسرعة لدرجة أنها ستقوم بدعوته إلى حفلة عيد ميلاد أحد أقاربها ولكنه سيذهب معها في عطلة نهاية الأسبوع وطبعاً سيكون مارك مع أحد زميلاته في العمل في هذه الحفلة أيضاَ، ولكن قبل الحفلة سيغادر دانيال المكان بداعي العمل فتذهب بريدجيت وحدها إلى الحفل مرتدية ملابس تنكرية غير محتشمة، وتتعرض لصدمة كبيرة عندما تشاهد الجميع مرتدين ملابس رسمية وعادية ماعدا هي وخالها
تكون بريدجيت مستاءة كثيراً عند مغادرتها الإجازة وخصوصاً أن دانيال لم يكن معها فتذهب إلى شقته وتخبره بالموضوع، عن ذلك ستعتقد أن إحدى الفتيات في الشقة ولكن سرعان ما سيبدد دانيال هذه الشكوك وتستدير لمغادرتها الشقة وترى معطف لفتاة ما معلق بجانب الباب وستجد بريدجيت الفتاة في الحمام ويتحطم قلبها وترحل بعد سماعها لتعليق هذه الفتاة حول وزنها
ستمر بريدجيت في فترة حرجة بعد فقدانها لحبيبها وإلى عملها، وستبقى تبحث عن عمل ما ولن تجد أي عمل في أي وقت قريب وفجأة يتغير حظ بريدجيت العاثر عندما يتم قبولها لتكون مراسلة في أحد القنوات التلفزيونية وتبدأ بريدجيت حياتها وتتخبط يمين وشمال، في غضون هذا تلتقي بـ مارك في متجر عندما تحاول عمل لقاء مع زوجين وقضيتهم في دائرة الهجرة والجوازات، ولكنها تفشل ويقوم مارك بمنحها هذا اللقاء الحصري المنفرد لأجلها فقط، ويقوم مارك بالاعتراف لـ بريدجيت أنه معجب بها كما هي، وتكون بريدجيت مصدومة أكثر من أنها تستطيع أن ترد عليه
تقيم بريدجيت مأدبة عشاء للاحتفال بعيد ميلادها وسيأتي مارك إلى منزلها وفي أثناء هذا سيأتي دانيال ويعتذر لـ بريدجيت لما قام به ويطلب منها أن تسامحه وأن تعود إليه وهنالك يلتقي مارك ودانيال ويتقاتلان الاثنان عبر الشارع ويكسران النوافذ وتخبر بريدجيت لـ دانيال أنها لا تريد أن تكون معه
و في حفل عيد الميلاد تلتقي بريدجيت بـ مارك وهي تريد أن تخبره بشعورها اتجاهه ولكنها تصدم بخبر انتقاله إلى نيويورك وتتحطم بريدجيت مرة أخرى مما سمعته لذلك ستقوم بريدجيت برحلة مع أصدقاءها إلى باريس وهنالك ستلتقي بـ مارك الذي لم يرحل إلى نيويورك ويخبرها أن حياته هنا معها وينتهي الجزء الأول من الفيلم عندما يقرأ مارك مذكرات بريدجيت ويرحل وتنتاب بريدجيت نوبة ذعر لرحيل مارك فتسرع في الشوارع شبه عارية لتخبره أنها مجرد أفكار ولا تعنى شيء ولكن يفاجئها مارك أنه ذهب فقط ليشتري لها مذكرات جديدة لتكتب يومياتها

## الأدوار الرئيسية
| الممثل        | الدور الرئيسي |
| ------------- | ------------- |
| رينيه زيلويجر | بدور بريدجيت  |
| هيو غرانت     | دانيال كليفر  |
| كولين فيرث    | مارك دارسي    |
| جيما جونز     | السيدة جونز   |
| جيم برودبنت   | السيد جونز    |
| سيليا إيمري   | آنا الكونبري  |
| جيمس فولكنر   | العم جيفري    |
| شيرلي هندرسون | جود           |

## وصلات خارجية
- مقالات تستعمل روابط فنية بلا صلة مع ويكي بيانات
- أرشيف بريدجيت جونز على الإنترنت